# Hexatoma (Eriocera) mikirensis
Hexatoma (Eriocera) mikirensis is een tweevleugelige uit de familie steltmuggen (Limoniidae). De soort komt voor in het Oriëntaals gebied.